# Енциклопедия на правото
Енциклопедизмът в правото е отрасъл на правната наука в дореволюционна Русия.
Възниква освен под влияние на енциклопедистите в дореволюционна Франция, но и под натиска на теоретиците на естественото право, които не са юристи нито в съвременния, нито в тогавашния смисъл. Те са философи, поставили правото в центъра на своите изследвания. Потребностите от практически ориентирани правнотеоретични знания още от средновековието, а сетне и през Ренесанса, се удовлетворява напълно едва в края на XIX век, посредством съставянето на универсални юридически енциклопедии и изучаването на университетската дисциплина енциклопедия на правото.
Енциклопедията на правото е естествен стадий в правопознанието, която формулира и въвежда общите правни понятия и има конкретни практически цели. През средновековието правното образование се е изчерпвало с изучаването на римското право, а на запад и на каноническото право. Римското и каноническото право не са взаимно съгласувани и стиковани като правни системи, т.е. те не оформят самостоятелно завършени правни системи, поради което до Просвещението било затруднено развитието на правната мисъл. Тази празнота и липсата на обобщен поглед върху натрупаните правни знания до него момент били запълнени от делото енциклопедистите-юристи във Франция, които били с малки изключения философи по образование. В тази връзка и в исторически контекст, важна е завръзката и взаимовръзката между право→религия→право.
Целта на енциклопедистите-юристи била да представят главните раздели на правопознанието и същевременно да обосноват единството между правното явление и юридическия език. С това свое съдържание енциклопедията на правото формира правния мироглед на поколения юристи насетне. Под натиска на енциклопедията на правото е създадена първата модерна кодификация - Code de Civil. Именно като опозиция на френските естественоправници възниква и Германската историческа школа, допринесла най-вече за развитието на съвременното модерно право.
Енциклопедията на правото го откъсва от средновековната схоластика и издига разума като основание на правото посредством идеята за всеобщата законност.
Встъпвайки в наследството на правния енциклопедизъм, позитивистите през XIX век развиват учението за интелектуалното единство на правните понятия, извеждайки и закрепвайки на преден план доктрината на позитивното право, залегнала в основата на почти всички съвременни законодателства.